# Poecilocloeus collaris
Poecilocloeus collaris är en insektsart som beskrevs av Marius Descamps 1976. Poecilocloeus collaris ingår i släktet Poecilocloeus och familjen gräshoppor. Inga underarter finns listade i Catalogue of Life.